# Dardesheim
Dardesheim ist eine Ortschaft der Stadt Osterwieck im Landkreis Harz in Sachsen-Anhalt (Deutschland).

## Geschichte
Am 30. September 1928 wurde der Gutsbezirk Dardesheim mit der Stadt Dardesheim vereinigt.
Dardesheim war bis zum 11. September 2003 eine selbstständige Stadt. Mit den Gemeinden Deersheim, Hessen, Osterode am Fallstein, Rohrsheim, Veltheim und Zilly wurde Dardesheim zur Gemeinde Aue-Fallstein zusammengeschlossen. Am 1. Januar 2010 fusionierte Aue-Fallstein mit den übrigen Gemeinden der Verwaltungsgemeinschaft Osterwieck-Fallstein zur neuen Stadt Osterwieck, deren Ortsteil Dardesheim seither ist.

## Politik

### Ortschaftsrat
Als Ortschaft der Stadt Osterwieck übernimmt der Ortschaftsrat die Wahrnehmung der speziellen Interessen des Ortsteils innerhalb bzw. gegenüber den Stadtgremien. Er wird aus sieben Mitgliedern gebildet.

### Bürgermeister
Als weiteres ortsgebundenes Organ fungiert der Ortsbürgermeister. Dieses Amt wird zurzeit von Ralf Voigt wahrgenommen.

### Wappen
| | Blasonierung: „In Silber ein golden bewehrter roter Adler.“ |
| Wappenbegründung: Die Farben des Ortes sind Rot – Weiß (Silber). Das Wappen geht auf ein bereits 1587 verwendetes Sigel zurück. Es handelt sich nicht um den brandenburgischen Adler, sondern um den Adler, wie er bei einzelnen Dompröpsten des Hochstifts Halberstadt erscheint. Eine Genehmigungsurkunde lag nicht vor. Das Wappen wurde am 12. November 1999 durch das Regierungspräsidium Magdeburg genehmigt. |                                                             |

## Energiegewinnung
Dardesheim ist ein Standort, an welchem insbesondere durch Windenergie aus dem Windpark Druiberg ein Vielfaches der Energie erzeugt wird, die der Ortsteil selbst verbraucht. Die Nutzung der Windkraft erfolgt seit 1994. Seit 2008 befindet sich eine Ökostromtankstelle im Ort. Im Mai 2015 wurde Dardesheim als „Energie-Kommune“ ausgezeichnet.

## Kultur und Sehenswürdigkeiten
Seit 2005 findet in Dardesheim alljährlich das Rock im Mai-Open-Air-Festival statt. Außerdem organisiert der Verein Rock im Mai e. V. noch eine Beachparty.
Seit 2016 findet am Windpark Druiberg das Funkloch-Open-Air-Festival statt. Organisiert wird es durch den Verein Kultur-Camping e. V.
Das traditionsreiche Stadtorchester Dardesheim konnte bereits fünfmal (1998, 2004, 2006, 2010, 2012) die Deutsche Meisterschaft des Deutschen Bundesverbandes der Spielmanns-, Fanfaren-, Hörner- und Musikzüge (DBV) e. V. in der Kategorie Orchester/Bigband für sich entscheiden. Neben diesen Erfolgen konnten in den vergangenen Jahren viele hervorragende Platzierungen bei Landesmeisterschaften erreicht werden.

## Söhne und Töchter
- Johann Christian Credius (1681–1741), Komponist und Organist
- Ernst von Gustedt (1845–1924), Generallandschaftsdirektor der preußischen Provinz Sachsen
- Adolf Köcher (1848–1917), Historiker und Hochschullehrer
- Erich von Gustedt (1849–1928), preußischer Generalmajor
- Hermann Groine (1897–1941), NSDAP-Reichstagsabgeordneter
- Hans Andres (1901–1953), Archivar

## Verkehr
Dardesheim lag an der Bahnstrecke Heudeber–Mattierzoll.
Der öffentliche Personennahverkehr wird unter anderem durch den PlusBus des Bahn-Bus-Landesnetz Sachsen-Anhalt erbracht. Folgende Verbindung, betrieben von den Harzer Verkehrsbetrieben, führt durch Dardesheim:
- Linie 210: Halberstadt ↔ Ströbeck ↔ Athenstedt ↔ Dardesheim ↔ Osterwieck ↔ Vienenburg